# 艾司摩爾
艾司摩爾 （英語：ASML Holding N.V.，Advanced Semiconductor Materials Lithography）是一間位於荷蘭恩荷芬的半導體設備製造商，同時在歐洲和美國NASDAQ上市。全球員工有40,000多名，在世界16個國家提供服務。
艾司摩爾的主力產品是用於生產大規模積體電路的核心設備曝光機，在世界同類產品中有90％的市佔率，在14奈米製程以下則有极紫外光刻100%的市佔率，是現代積體電路不可或缺的重要供應商。

## 概要
1984年從荷蘭著名電子製造商飛利浦獨立，當時辦公室尙在母公司的空地一旁的木屋內，僅有百餘人陸續加入，此後致力於當時正在發展的大規模積體電路設備的研究和製造市場。阿斯麦公司為半導體生產商提供曝光機及相關服務，根據摩爾定律不斷為提高單位面積集成度作貢獻。2007年已經能夠提供製造37nm線寬積體電路的曝光機。
製造大規模積體電路時要對半導體晶圓曝光三四十次。為在不降低品質的情況下減少曝光次數，艾司摩爾公司在曝光機上使用德國蔡司公司的光路系統，鏡頭使用螢石和石英製造，其反射鏡更是人類史上最平滑的光學鏡面。曝光機是高附加值產品，一台當時龍頭尼康的新的曝光機動輒上億美元。而研發週期長，投入資金也相當巨大，使得單一家公司獨立研發開始出現困難。
艾司摩爾的成功轉變在於整合，當年眼前有這樣級別的業界對手，因此沒有走上完全自主研發的傳統路線，面對這樣的條件，選擇了做專業設備不如以外包採購代替、用先進製造不如委託廠商協助代理的方法突破，同時在DUV節點上除了投資乾式顯影法，運用自己規模較小的優勢，轉向了林本堅在2002年提出，還在業界推廣的浸潤式顯影技術，並與台積電形成同盟，漸漸擊敗Nikon自家的技術，以全球多元分工的模式取得一席之地，其中比如極紫外光刻（EUV），也是透過產業聯盟進行合作，EUV技術由美國科技公司率先倡導，然而此時美國自己的曝光機產業已被日商光刻技術擊垮，艾司摩爾此時出現搶市，夥同多家美國研究機構、供應商聯合近20年潛心研發未知的新技術，才終於讓實用級別的EUV設備誕生，使得雖然總部和生產都在歐洲，但艾司摩爾卻像研究單位，只負責專業整合、設計和機台操作等自有強項，大部分極紫外光的技術和供應皆為美國。
現在市場上提供量產商用的曝光機廠商依照排名，首位艾司摩爾、第二名尼康（Nikon）、以及佳能（Canon）共三家，根據2007年的統計數據，在中高階曝光機市場，艾司摩爾公司約有60%的市場佔有率。而最高階市場（immersion），艾司摩爾公司目前約有90%的市場佔有率，在14奈米節點以下更取得100%市佔率，同業競爭對手已無力追趕。
2010年代以後，艾司摩爾公司繼續堅持製造與生產方共同來研製的思路，甚至讓三星、台積電、英特爾等競爭對手紛紛放下敵意和成見，出現死對頭們聯手研發並聯合資注EUV項目的景象，並已經向客戶遞交若干台EUV原型機型，用於研發和實驗。同時，基於傳統TWINSCAN平台研發的雙重曝光技術也對光刻技術做出了大量的貢獻。早在07年末，三星宣布成功生產的36nm NAND Flash，基於的便是雙重曝光技術（double patten）。
TWINSCAN系列是目前世界上精度最高，生產效率最高，應用最為廣泛的高端曝光機型。目前全球絕大多數半導體生產廠商，都向ASML採購TWINSCAN機型，例如英特爾、三星、海力士、台積電、聯電、格羅方德及其它台灣十二吋半導體廠。除了目前致力於開發的TWINSCAN平台外，艾司摩爾公司還在積極與IBM等半導體公司合作，繼續研發光刻技術，用於關鍵尺度在22納米甚至更低的積體電路製造。
目前已經商用的最先進機型是Twinscan NXE:3400C及NXE:3600D，每小時單位產出為136/160片（WPH）12英寸晶片，屬於極紫外線曝光（EUV）機型，用來生產關鍵尺度低於7納米的積體電路。
後3奈米製程時代，ASML與合作夥伴正在開發全新 EUV 微影曝光設備Twinscan EXE:5000系列。
据Bloomberg数据，2018年全球五大半导体设备制造商分别为應用材料（AMAT）、艾司摩爾（ASML）、東京威力科創（TEL）、科林研發（Lam Research）、科磊（KLA），这五大半导体制造商在2018年以其领先的技术、强大的资金支持占据着全球半导体设备制造业超过70%的份额。

## 歷史發展
2008年，艾司摩爾公司已超過日商東京威力科創成為世界第二大半導體設備商。
2010年，以銷售額計算艾司摩爾公司高階曝光機市占率已達到將近90%。
2011年，艾司摩爾公司已超過美商應用材料公司（Applied Materials, Inc）成為世界第一大半導體設備商。
2012年7月10日英特爾斥資41億美元收購荷蘭晶片設備製造商阿斯麦公司的15%股權，另出資10億美元，支持阿斯麦公司加快開發成本高昂的晶片製造科技。先以21億美元，收購阿斯麦公司10%股權，待股東批准後，再以10億美元收購5%股權，投注金額將以發展450mm機台以及EUV研發製造10nm技術為兩大主軸。
2012年8月5日台積電宣佈加入荷蘭艾司摩爾公司所提出的「客戶聯合投資專案」（Customer Co-Investment Program），根據協議，台積電將投資ASML達8.38億歐元，取得阿斯麦公司約5%股權，未來5年並將投入2.76億歐元，支持阿斯麦公司的研發計畫。
2012年8月27日三星宣布斥資5.03億歐元入股以荷蘭為基地的晶片商阿斯麦公司3%股權，並額外注資2.75億歐元合作研發新技術。
2012年10月17日ASML Holding NV（ASML）與Cymer（CYMI）宣布簽訂合併協議，阿斯麦公司將以19.5億歐元收購Cymer所有在外流通股票，收購Cymer目的在於加速開發Extreme Ultraviolet半導體蝕微影技術，兩家公司董事會一致通過這件交易，Cymer股東將以每股收取20萬美元現金和1.1502股ASML普通股，收購價比Cymer過去30日均價高出61%。
2016年6月16日ASML宣布將以每股1410元新台幣現金，斥資約27.5億歐元（1千億元新台幣）收購台灣上櫃公司電子束檢測設備商漢民微測科技股份有限公司（漢微科）（臺證所：3658-TW）全部流通在外股份，將以其在台灣100%持股子公司艾普思隆進行股份轉換，此作業在2016年第四季完成。
2016年11月4日ASML以10億歐元現金收購德國蔡司公司（ZEISS）子公司蔡司半導體（Carl Zeiss SMT）24.9%股份

## 業績
- 2005年銷售額25億2900萬歐元，利潤3億1100萬歐元。
- 2006年销售額35億9700萬欧元，利潤6億2500萬歐元。生產台數266，簽约機台數334，待生產機台數163。
- 2007年銷售額38億900萬歐元，利潤6億8800萬歐元。生產台數196，簽约機台數160，待生產機台數95。
- 2008年銷售額29億5000萬歐元，利潤3億2000萬歐元。
- 2009年銷售額15億9600萬歐元，利潤1億5000萬歐元。
- 2010年銷售額45億700萬歐元，利潤10億200萬歐元。
- 2011年銷售額56億5000萬歐元，利潤14億6700萬歐元。
- 2012年銷售額47億3200萬歐元，利潤11億4600萬歐元。
- 2013年銷售額52億4500萬歐元，利潤10億1500萬歐元。
- 2014年銷售額58億5600萬歐元，利潤11億9600萬歐元。
- 2015年銷售額62億8700萬歐元，利潤13億8700萬歐元。
- 2016年銷售額67億9500萬歐元，利潤14億7200萬歐元。
- 2017年銷售額90億5300萬歐元，利潤22億2500萬歐元。
- 2018年銷售額100億9400萬歐元，利潤25億2600萬歐元。
- 2019年銷售額118億2000萬歐元，利潤25億8100萬歐元。
- 2020年銷售額139億7800萬歐元，利潤36億9700萬歐元。
- 2021年銷售額186億1100萬歐元，利潤58億8300萬歐元。
- 2022年銷售額211億7300萬歐元，利潤56億2400萬歐元。
- 2023年銷售額275億5800萬歐元，利潤78億3900萬歐元。
- 2024年銷售額282億6200萬歐元，利潤75億7100萬歐元。